# Highlands (Texas)
Highlands is een plaats (census-designated place) in de Amerikaanse staat Texas, en valt bestuurlijk gezien onder Harris County.

## Demografie
Bij de volkstelling in 2000 werd het aantal inwoners vastgesteld op 7089.

## Geografie
Volgens het United States Census Bureau beslaat de plaats een oppervlakte van
17,0 km², waarvan 16,0 km² land en 1,0 km² water. Highlands ligt op ongeveer 11 m boven zeeniveau.

## Plaatsen in de nabije omgeving
De onderstaande figuur toont nabijgelegen plaatsen in een straal van 12 km rond Highlands.